# Maladie de Sever
 Mise en garde médicale
La maladie de Sever, décrite par James Warren Sever en 1912 est une ostéochondrite du pied. Dénommée également « apophysite postérieure calcanéenne » ou « ostéochondrite juvénile du calcanéum », elle affecte l'apophyse postérieure du calcanéum chez le pré-adolescent. Il s'agit d'un trouble de la croissance du noyau secondaire d'ossification postérieure du calcanéum, en rapport avec un surmenage du pied. Elle est superposable à la maladie d'Osgood-Schlatter au niveau du genou. Elle se manifeste chez l'enfant en période de croissance (8 à 16 ans), avec un pic entre 12 et 15 ans. Avec cette maladie, de fortes douleurs au talon sont ressenties, dues à une marche sollicitant trop l'intérieur du pied. Des douleurs à la voûte plantaire sont donc constatées, pouvant aussi causer des hallux valgus et de fortes inflammations aux genoux. Le tendon d'Achille est lui aussi douloureux. La kinésithérapie est recommandé dans ces cas là pour une meilleure marche donc aussi moins voire aucune douleur.

## Physiopathologie

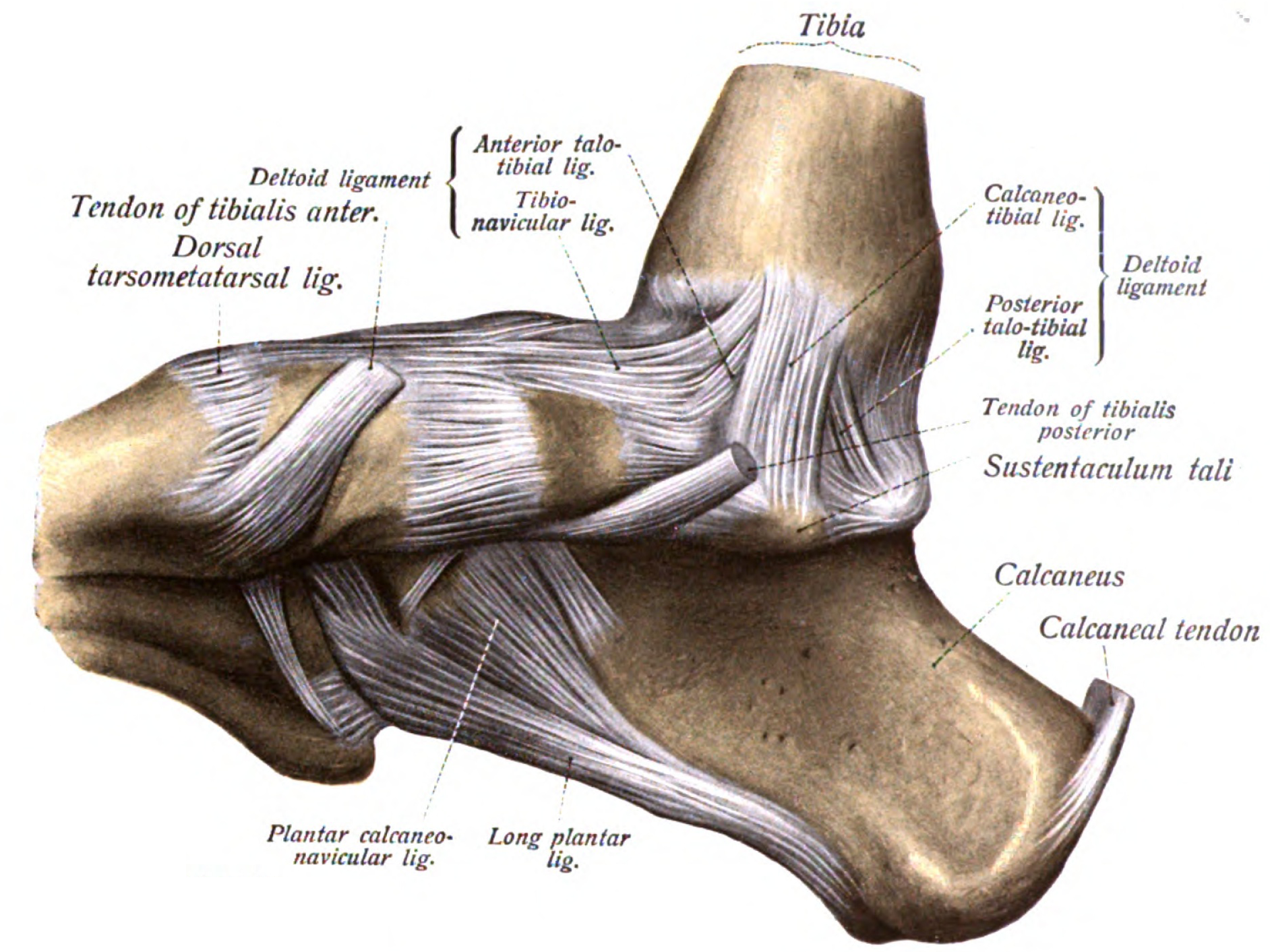
Squelette de la partie postérieure du pied droit, vue médiale (ou interne) ; l'insertion du tendon d'Achille est en bas à droite de l'image (légendée calcaneal tendon)

La maladie de Sever est directement liée à la surexploitation de l'os par le tendon d'Achille (ou tendon calcanéen), ce qui est fréquent chez l'enfant physiquement actif. Cela peut provenir des activités sportives telles que le tennis, la danse, le football ou toute autre activité impliquant des mouvements intenses ou des impulsions répétées du talon, la pratique pieds nus d'une activité comme la gymnastique est un facteur favorable à son apparition. La maladie apparaît généralement lorsque l'enfant fait la découverte d'une nouvelle activité sportive, ou au début d'une nouvelle saison. Les enfants ou pré-adolescents déclarant la maladie sont dans une phase de croissance où l'os du talon, le calcanéum, pousse plus vite que ceux de la jambe : c'est la période d'ossification de l'apophyse postérieure du calcanéum qui débute aux alentours de l'âge de 9 ans. Leurs os et tendons étant encore en développement un poids trop élevé sur le talon peut également la provoquer, elle se manifeste aussi plus fréquemment chez les enfants en sur-poids.

## Signes et symptômes

### Examen clinique
L'enfant souffre d'une sensibilité à la palpation et se plaint d'une douleur derrière le talon (talalgie) qui s'aggrave au cours de la marche ou d'un effort sportif, et s’atténue au repos (douleur mécanique). Les douleurs sont plutôt localisées au niveau de l'insertion du tendon d'Achille sur le calcanéum, et peuvent irradier sur les faces latérales du talon, le long du tendon d'Achille ou sur la partie inférieure du talon vers la plante du pied. La marche sur la pointe des pieds, qui soulage la douleur, voire la boiterie sont des signes qu'il faut rechercher car elle peut entrainer une rétraction du tendon d'Achille[réf. nécessaire]. La pression de la face postérieure du talon déclenche la douleur. L'atteinte est bilatérale dans la plupart des cas.

### Examens complémentaires
La radiographie montre parfois une fissuration du noyau d'ossification, signe non spécifique. L'intérêt d'un tel examen est d'écarter une autre pathologie.

## Diagnostics différentiels
Les diagnostics différentiels sont une fracture du calcanéum, une tendinite d'Achille, une ostéomyélite, une spondylarthrite juvénile, entre autres.

## Traitements et évolution
Le traitement est symptomatique et consiste en un arrêt des activités sportives, des techniques d'étirement du mollet (muscle triceps sural), l'application de froid (cryothérapie) ou de pommade anti-inflammatoire, l'utilisation d'antalgiques, le port d'orthèses plantaires (semelles orthopédiques), voire une immobilisation transitoire par une attelle.
Des complications vers un arrachement apophysaire sont abordées[réf. nécessaire] mais ces arrachements n'ont jamais pu être démontrés consécutifs à la maladie. Les douleurs s'amendent en quelques semaines et peuvent réapparaître par crise pour définitivement disparaître en fin de croissance.